# カミル・コソフスキ
カミル・コソフスキ（Kamil Kosowski、1977年8月30日 - ）は、ポーランド・シフィェンティクシシュ県オストロビエツ・シフィエントクシスキ出身の元プロサッカー選手。元ポーランド代表。現役時代のポジションは、ミッドフィールダー。

## 経歴

### クラブ
グールニク・ザブジェでプロキャリアをスタート。1999年に加入したヴィスワ・クラクフではリーグ戦とカップ戦優勝をそれぞれ2回経験した。その後3クラブにレンタルされた後、2008年冬の移籍ウインドーでスペイン2部のカディスCFに移籍。
2008年7月に加入したAPOELではチームの中心を担い、リーグ優勝とUEFAチャンピオンズリーググループステージ進出に大きく貢献した。
その後はキプロスとポーランドのクラブでプレーし、古巣ヴィスワ・クラクフで現役を引退した。

### 代表
2006 FIFAワールドカップではエクアドル戦に出場した。

## 代表歴

### 出場大会
- ポーランド代表
  - 2006 FIFAワールドカップ

### 試合数
- 国際Aマッチ 52試合 4得点（2001年-2009年）[2]

| ポーランド代表 | 国際Aマッチ | 国際Aマッチ |
| 年             | 出場        | 得点        |
| -------------- | ----------- | ----------- |
| 2001           | 1           | 0           |
| 2002           | 7           | 0           |
| 2003           | 12          | 2           |
| 2004           | 9           | 0           |
| 2005           | 11          | 2           |
| 2006           | 6           | 0           |
| 2007           | 4           | 0           |
| 2008           | 0           | 0           |
| 2009           | 2           | 0           |
| 通算           | 52          | 4           |

### 得点
| #  | 開催日         | 会場                                   | 対戦国                 | スコア | 結果 | 試合概要                      |
| -- | -------------- | -------------------------------------- | ---------------------- | ------ | ---- | ----------------------------- |
| 1. | 2003年4月4日   | オストロヴィエツ・シフィエントクシスキ | サンマリノ             | 5–0    | Win  | UEFA EURO 2004予選            |
| 2. | 2003年11月16日 | プウォツク                             | セルビア・モンテネグロ | 4–3    | Win  | 親善試合                      |
| 3. | 2005年3月26日  | ワルシャワ                             | アゼルバイジャン       | 8–0    | Win  | 2006 FIFAワールドカップ・予選 |
| 4. | 2005年9月3日   | ホジュフ                               | オーストリア           | 3–2    | Win  | 2006 FIFAワールドカップ・予選 |